# Reprezentacja Cypru na Mistrzostwach Europy w Wioślarstwie 2009
Reprezentacja Cypru na Mistrzostwach Europy w Wioślarstwie 2009 liczyła 2 sportowców. Najlepszymi wynikami było 8. miejsce w dwójce podwójnej mężczyzn.

## Medale

### Złote medale
Brak

### Srebrne medale
Brak

### Brązowe medale
Brak

## Wyniki

### Konkurencje mężczyzn
- dwójka podwójna (M2x): Marios Savva, Valentinos Sofokleous – 8. miejsce